# Alberto Luiz de Souza
Alberto Luiz de Souza (Campo Grande, 27 de abril de 1975) es un exfutbolista brasileño que se desempeñaba como delantero.
Jugó para clubes como el Internacional, Atlante, Necaxa, Palmeiras, Náutico, Santos, FC Dinamo Moscú, Corinthians, FC Rostov, Atlético Mineiro, Coritiba y Ventforet Kofu.

## Trayectoria

### Clubes
| Club                | País   | Año         |
| ------------------- | ------ | ----------- |
| Ituano              | Brasil | 1994        |
| Paulista            | Brasil | 1995        |
| Internacional       | Brasil | 1996 - 1997 |
| Atlante             | México | 1997        |
| Necaxa              | México | 1998        |
| Paulista            | Brasil | 1999        |
| Palmeiras           | Brasil | 2000        |
| Náutico             | Brasil | 2001        |
| Botafogo            | Brasil | 2001        |
| Santos              | Brasil | 2002        |
| FC Dinamo Moscú     | Rusia  | 2003 - 2004 |
| Corinthians         | Brasil | 2004 - 2005 |
| FC Rostov           | Rusia  | 2005        |
| Atlético Mineiro    | Brasil | 2006        |
| Coritiba            | Brasil | 2006        |
| Ventforet Kofu      | Japón  | 2007        |
| Grêmio Barueri      | Brasil | 2008 - 2009 |
| Ceará               | Brasil | 2009        |
| Comercial           | Brasil | 2009        |
| Grêmio Catanduvense | Brasil | 2010        |